# Bableshwar, Sindgi
Bableshwar là một làng thuộc tehsil Sindgi, huyện Bijapur, bang Karnataka, Ấn Độ.